# ヴァルベック (小惑星)
ヴァルベック (1695 Walbeck) は、小惑星帯にある小惑星。
1941年、リイシ・オテルマがフィンランドのトゥルクで発見した。

## 名称
フィンランドの測地学者ヘンリーク・ヨハン・ヴァルベック（1793年 - 1822年）に因む。トゥルクの王立アカデミー (The Royal Academy of Turku) の会員であったヴァルベックは、最小二乗法を用いて地球の大きさと形状を研究した。
1980年4月の小惑星回報（MPC 5281）で、ほぼ連番となっている (1696) ヌルメラ、(1697) コスケンニエミ、(1699) ホンカサロ とともに命名が公表された。いずれもトゥルクで発見された小惑星で（発見者は異なる）、古都トゥルクゆかりの学者の名前に因んでいる。また、オテルマが発見した小惑星に対して (1680) ペル・ブラーエ、(1705) タピオ が同時に命名されている。

## 註
1. ↑  MPC 5281（1980年4月1日）